# Chute Forest
Chute Forest est une paroisse civile et un village du Wiltshire, en Angleterre.